# MacOS Monterey
macOS 12 Monterey (dall’omonima cittadina costiera) è la diciottesima versione del sistema operativo macOS sviluppato da Apple, successore di macOS Big Sur e annunciato alla Worldwide Developers Conference (WWDC) del 7 giugno 2021 ed è disponibile al pubblico dal 25 ottobre 2021.

## Computer supportati
- MacBook: inizio 2016 e successivi
- MacBook Air: inizio 2015 e successivi
- MacBook Pro: inizio 2015 e successivi
- Mac mini: fine 2014 e successivi
- iMac: fine 2015 e successivi
- iMac Pro: 2017
- Mac Pro: fine 2013 e successivi
- Mac Studio: 2022

## Caratteristiche

### Nuove funzioni

#### AirPlay
Permette di ricevere contenuti multimediali da altri dispositivi iOS per riprodurli sullo schermo del proprio PC.

#### Universal Control
Con Universal Control è possibile utilizzare gli stessi mouse e tastiera fra un Mac e un iPad; se si posizionano questi due dispositivi l'uno accanto all'altro, l'utente può spostare il cursore o trascinare oggetti tra i dispositivi.

#### Full immersion
La funzionalità Full immersion permette di impostare uno "stato studente", come per esempio mangia, dormi, non studiare. In base allo stato selezionato, è possibile impostare il tipo di notifica che si vuole ricevere e da quale applicazione. Inoltre, quando attivo, lo stato non disturbare può esser condiviso ai propri contatti su iMessage.

### Nuove applicazioni

#### Comandi
L'applicazione Comandi, già presente in Android, permette all'utente di rendere automatico e più veloce l'accesso ad attività che decidiamo di impostare; per esempio, con un comando possiamo condividere subito un file, creare un'animazione GIF, ecc. In più, i comandi rapidi possono essere anche accessibili tramite Siri o il menu Spotlight.

### Novità delle applicazioni

#### Facetime
Le novità di FaceTime introdotte in macOS Monterey sono diverse: 
- Anche chi non possiede dispositivi Apple può partecipare alle chiamate, invitati con appositi link (analogamente con quanto accade con Google Meet).
- SharePlay: l’utente può condividere: brani musicali, serie TV, film, progetti e altri contenuti con i partecipanti della chiamata in tempo reale.
- Si possono isolare lo sfondo e i rumori.
- È possibile usare la modalità Ritratto della fotocamera, dove presente, per sfocare lo sfondo e apparire a fuoco.
- È presente l'Audio spaziale: in base al membro della chiamata che parla, l'applicazione focalizzerà la sorgente dell'audio facendolo sembrare provenire dal punto dove presenti sullo schermo.

#### Foto
Grazie alla funzione Testo attivo, l'applicazione riconosce il testo nelle immagini e permette di copiarlo, tradurlo o effettuarne ricerche su Internet o sul dizionario. Con le già presenti funzioni di rilevamento dati in macOS, Testo attivo riconosce indirizzi, numeri di telefono e i nomi di eventuali luoghi di ritrovo e interesse presenti nelle immagini. Inoltre, Testo attivo mostra il nome degli oggetti presenti nelle immagini.
Questa funzione è presente anche in Visualizzazione rapida, Screenshot e Safari.

#### Mappe
I rilievi vengono visualizzati in tre dimensioni, sono aggiunti edifici e monumenti in 3D in alcune città, sono migliorati i dettagli delle strade e vengono aggiunte varie informazioni quali l'ubicazione dei semafori, è possibile visualizzare il globo terraqueo in 3D per poter navigare ed è aggiunta la modalità notte.

#### Messaggi
Le conversazioni si possono mettere in evidenza nell'app Messaggi.

#### Safari
La barra dei pannelli viene completamente riprogettata e assume il colore della pagina web in cui stiamo navigando; inoltre, i pannelli si possono gestire e organizzare attraverso i cosiddetti "gruppi tab".

### Altre novità
- È supportato l'audio spaziale dai modelli di AirPods compatibili nei Mac con chip Apple Silicon.
- Viene introdotto il risparmio energetico per i MacBook; con l'opzione attiva, macOS riduce le prestazioni del processore e la luminosità dello schermo, aumentando l'autonomia della batteria.

## Versioni
|  | Release corrente |  | Versione per attuale per sviluppatori |

| Versioni | Build   | Data              | Darwin                     |
| -------- | ------- | ----------------- | -------------------------- |
| 12.1     | 21C52   | 13 dicembre 2021  | 21.2.0 (xnu-8019.61.5~1)   |
| 12.2     | 21D49   | 26 gennaio 2022   | 21.3.0 (xnu-8019.80.24~20) |
| 12.3     | 21E230  | 14 marzo 2022     | 21.4.0 (xnu-8020.101.4~2)  |
| 12.4     | 21F79   | 16 maggio 2022    | 21.5.0 (xnu-8020.121.3~4)  |
| 12.5     | 21G72   | 20 luglio 2022    | 21.6.0 (xnu-8020.140.41~1) |
| 12.6     | 21G115  | 12 settembre 2022 | 21.6.0 (xnu-8020.140.49~2) |
| 12.6.1   | 21G217  | 24 ottobre 2022   |                            |
| 12.6.2   | 21G320  | 13 dicembre 2022  |                            |
| 12.6.3   | 21G419  | 23 gennaio 2023   |                            |
| 12.6.4   | 21G526  | 27 marzo 2023     |                            |
| 12.6.5   | 21G531  | 10 aprile 2023    |                            |
| 12.6.6   | 21G646  | 18 maggio 2023    |                            |
| 12.6.7   | 21G651  | 21 giugno 2023    |                            |
| 12.6.8   | 21G725  | 24 luglio 2023    |                            |
| 12.6.9   | 21G726  | 11 settembre 2023 |                            |
| 12.7     | 21G816  | 21 settembre 2023 |                            |
| 12.7.1   | 21G920  | 25 ottobre 2023   |                            |
| 12.7.2   | 21G1974 | 11 dicembre 2023  |                            |
| 12.7.3   | 21H1015 | 22 gennaio 2024   |                            |
| 12.7.4   | 21H1123 | 7 marzo 2024      |                            |
| 12.7.5   |         | 13 maggio 2024    |                            |
| 12.7.6   |         | 29 luglio 2024    |                            |